# Zamarada scintillans
Zamarada scintillans är en fjärilsart som beskrevs av Max Joseph Bastelberger 1909. Zamarada scintillans ingår i släktet Zamarada och familjen mätare. Inga underarter finns listade i Catalogue of Life.